# Tomás S. de Anchorena
Tomás Severino de Anchorena (Buenos Aires, 8 de noviembre de 1827 - 29 de agosto de 1899) fue un abogado argentino que ejerció como Ministro de Relaciones Exteriores y del Interior durante la presidencia de Luis Sáenz Peña, en la última década del siglo XIX.
Era hijo del funcionario Tomás Manuel de Anchorena, de larga actuación pública desde la época de la Revolución de Mayo, y de Clara García de Zúñiga, hija del estanciero Victorio García de Zúñiga.

## Biografía
Se graduó de abogado en Buenos Aires. En 1854 fue miembro del Tribunal de Comercio del Estado de Buenos Aires, del cual también fue diputado. Fue miembro de la Convención Nacional Constituyente de 1860.
Colaboró con Dalmacio Vélez Sarsfield en la redacción del Código de Comercio, y años más tarde ayudó a Carlos Pellegrini en la fundación del Banco de la Provincia de Buenos Aires. Fuera de estas efímeras apariciones en la vida pública, prefirió siempre ejercer la abogacía en forma particular.
En 1893 fue nombrado Ministro de Relaciones Exteriores por el presidente Luis Sáenz Peña, amigo personal suyo, casado con una familiar de su madre. No duró mucho en su cargo debido a las sucesivas crisis producidas durante su presidencia. La confianza depositada en él por el presidente lo llevó a nombrarlo para el estratégico cargo de Ministro del Interior. En definitiva, Sáenz Peña terminó por renunciar a la presidencia.
Se había casado el 10 de octubre de 1866 con Mercedes Francisca Riglos Villanueva, con quien tuvo nueve hijos. Falleció en Buenos Aires en 1899 y fue enterrado en el Cementerio de la Recoleta.